# Emery Welshman
Emery Welshman (Mississauga, 9 novembre 1991) è un calciatore guyanese, attaccante del Sigma FC e della nazionale guyanese.

## Caratteristiche tecniche
È un centravanti.

## Carriera

### Nazionale
Il 1º febbraio 2015 ha esordito con la nazionale guyanese disputando l'amichevole pareggiata 2-2 contro Barbados, match in cui ha trovato anche la sua prima rete in nazionale.

## Statistiche

### Cronologia presenze e reti in nazionale
| Cronologia completa delle presenze e delle reti in nazionale ― Guyana | Cronologia completa delle presenze e delle reti in nazionale ― Guyana | Cronologia completa delle presenze e delle reti in nazionale ― Guyana | Cronologia completa delle presenze e delle reti in nazionale ― Guyana | Cronologia completa delle presenze e delle reti in nazionale ― Guyana | Cronologia completa delle presenze e delle reti in nazionale ― Guyana | Cronologia completa delle presenze e delle reti in nazionale ― Guyana | Cronologia completa delle presenze e delle reti in nazionale ― Guyana |
| Data                                                                  | Città                                                                 | In casa                                                               | Risultato                                                             | Ospiti                                                                | Competizione                                                          | Reti                                                                  | Note                                                                  |
| --------------------------------------------------------------------- | --------------------------------------------------------------------- | --------------------------------------------------------------------- | --------------------------------------------------------------------- | --------------------------------------------------------------------- | --------------------------------------------------------------------- | --------------------------------------------------------------------- | --------------------------------------------------------------------- |
| 1-2-2015                                                              | Bridgetown                                                            | Barbados                                                              | 2 – 2                                                                 | Guyana                                                                | Amichevole                                                            | 1                                                                     | 67’                                                                   |
| 22-3-2015                                                             | Georgetown                                                            | Guyana                                                                | 2 – 0                                                                 | Saint Lucia                                                           | Amichevole                                                            | -                                                                     | 68’                                                                   |
| 30-3-2015                                                             | Georgetown                                                            | Guyana                                                                | 0 – 3                                                                 | Grenada                                                               | Amichevole                                                            | -                                                                     | 28’ 75’                                                               |
| 10-6-2015                                                             | Kingstown                                                             | Saint Vincent e Grenadine                                             | 2 – 2                                                                 | Guyana                                                                | Qual. Mondiali 2022                                                   | -                                                                     |                                                                       |
| 15-6-2015                                                             | Georgetown                                                            | Guyana                                                                | 4 – 4                                                                 | Saint Vincent e Grenadine                                             | Qual. Mondiali 2022                                                   | 2                                                                     |                                                                       |
| 1-6-2016                                                              | Willemstad                                                            | Guyana                                                                | 2 – 5                                                                 | Curaçao                                                               | Qualificazioni alla Coppa dei Caraibi 2017                            | -                                                                     | 75’                                                                   |
| 13-10-2018                                                            | Providenciales                                                        | Turks e Caicos                                                        | 0 – 8                                                                 | Guyana                                                                | CONCACAF Nations League 2019-2020 - Qualificazioni                    | 3                                                                     | 82’                                                                   |
| 20-11-2018                                                            | Remire-Montjoly                                                       | Guyana francese                                                       | 2 – 1                                                                 | Guyana                                                                | CONCACAF Nations League 2019-2020 - Qualificazioni                    | -                                                                     | 56’                                                                   |
| 23-3-2019                                                             | Georgetown                                                            | Guyana                                                                | 2 – 1                                                                 | Belize                                                                | CONCACAF Nations League 2019-2020 - Qualificazioni                    | 1                                                                     | 79’                                                                   |
| 19-6-2019                                                             | Saint Paul                                                            | Stati Uniti                                                           | 4 – 0                                                                 | Guyana                                                                | Gold Cup 2019 - 1º turno                                              | -                                                                     |                                                                       |
| 22-6-2019                                                             | Cleveland                                                             | Guyana                                                                | 2 – 4                                                                 | Panama                                                                | Gold Cup 2019 - 1º turno                                              | -                                                                     |                                                                       |
| 27-6-2019                                                             | Kansas City                                                           | Trinidad e Tobago                                                     | 1 – 1                                                                 | Guyana                                                                | Gold Cup 2019 - 1º turno                                              | -                                                                     | 73’                                                                   |
| 11-10-2019                                                            | North Sound                                                           | Antigua e Barbuda                                                     | 2 – 1                                                                 | Guyana                                                                | CONCACAF Nations League 2019-2020 - 1º turno                          | 1                                                                     |                                                                       |
| 15-10-2019                                                            | Georgetown                                                            | Guyana                                                                | 5 – 1                                                                 | Antigua e Barbuda                                                     | CONCACAF Nations League 2019-2020 - 1º turno                          | -                                                                     | 81’                                                                   |
| 16-11-2019                                                            | Georgetown                                                            | Guyana                                                                | 4 – 2                                                                 | Aruba                                                                 | CONCACAF Nations League 2019-2020 - 1º turno                          | -                                                                     | 76’                                                                   |
| 19-11-2019                                                            | Montego Bay                                                           | Giamaica                                                              | 1 – 1                                                                 | Guyana                                                                | CONCACAF Nations League 2019-2020 - 1º turno                          | 1                                                                     |                                                                       |
| 26-3-2021                                                             | Cojímar                                                               | Trinidad e Tobago                                                     | 3 – 0                                                                 | Guyana                                                                | Qual. Mondiali 2022                                                   | -                                                                     |                                                                       |
| 30-3-2021                                                             | Santo Domingo                                                         | Guyana                                                                | 4 – 0                                                                 | Bahamas                                                               | Qual. Mondiali 2022                                                   | 1                                                                     |                                                                       |
| 4-7-2021                                                              | Fort Lauderdale                                                       | Guatemala                                                             | 4 – 0                                                                 | Guyana                                                                | Qual. Gold Cup 2021                                                   | -                                                                     | 38’ 76’                                                               |
| 7-6-2022                                                              | Georgetown                                                            | Guyana                                                                | 2 – 1                                                                 | Bermuda                                                               | CONCACAF Nations League 2022-2023 - 1º turno                          | -                                                                     | 73’                                                                   |
| 11-6-2022                                                             | Georgetown                                                            | Guyana                                                                | 2 – 6                                                                 | Haiti                                                                 | CONCACAF Nations League 2022-2023 - 1º turno                          | 1                                                                     | 74’                                                                   |
| 15-6-2022                                                             | Santo Domingo                                                         | Haiti                                                                 | 6 – 0                                                                 | Guyana                                                                | CONCACAF Nations League 2022-2023 - 1º turno                          | -                                                                     | 64’                                                                   |
| 25-3-2023                                                             | Hamilton                                                              | Bermuda                                                               | 0 – 2                                                                 | Guyana                                                                | CONCACAF Nations League 2022-2023 - 1º Turno                          | -                                                                     | Cap. 71’                                                              |
| 29-3-2023                                                             | Waterford                                                             | Guyana                                                                | 0 – 0                                                                 | Montserrat                                                            | CONCACAF Nations League 2022-2023 - 1º Turno                          | -                                                                     | 90’                                                                   |
| 18-6-2023                                                             | Fort Lauderdale                                                       | Guyana                                                                | 1 – 1 (6 - 4 dtr)                                                     | Grenada                                                               | Qual. Gold Cup 2023                                                   | -                                                                     | 45’                                                                   |
| Totale                                                                |                                                                       | Presenze                                                              | 25                                                                    |                                                                       | Reti                                                                  | 11                                                                    |                                                                       |

## Palmarès

### Club

#### Competizioni nazionali
- Canadian Premier League: 1

Forge: 2022